# Tumulus de Mussig
Les tumulus de Mussig forment un monument historique situé à Mussig, dans le département français du Bas-Rhin.

## Localisation
Ces tumulus sont situés à Plotze-et-Flachsland à 500m à l’ouest du village de Mussig, sur les prés bordant la forêt de l’Ill et le Ried de Sélestat. Les plus intéressants se trouvent de part et d'autre du chemin menant de Mussig au Moulin Stoll, entre la digue de l'Ill et un mince filet d'eau bordé d'aulnes, le Brücklisgraben.

## Historique
Les tumulis datent du premier âge du fer (750 à 450 av. notre ère). Cinq tumulis ont été fouillés sur les 37 recensés.

## Protection
L'édifice fait l'objet d'un classement au titre des monuments historiques depuis le 3 mars 1989.

## Architecture
Les tumulis ont une forme circulaire dont la hauteur varie entre 0,30m et 1,80m et le diamètre entre 10 et 30m. Un des cinq tumulis fouillés a livré une palissade circulaire formée de pieux de chêne.